# Ariz
Ariz – stacja metra w Bilbao, na linii 2. Obsługiwana przez Bizkaiko Garraio Partzuergoa. Znajduje się w gminie Basauri.